# اس‌ام یو-۳۳ (آلمان)
اس‌ام یو-۳۳ (آلمان) (به انگلیسی: SM U-33 (Germany)) یک زیردریایی بود که طول آن ۶۴٫۷۰ متر (۲۱۲٫۳ فوت) بود. این زیردریایی در سال ۱۹۱۴ ساخته شد.